# Erigonops littoralis
Erigonops littoralis är en spindelart som först beskrevs av Hewitt 1915.  Erigonops littoralis ingår i släktet Erigonops och familjen täckvävarspindlar. Inga underarter finns listade i Catalogue of Life.